# Великий Веніж
Великий Вені́ж (рос. Большой Вениж) — присілок у складі Юкаменського району Удмуртії, Росія.
Населення — 69 осіб (2010; 96 в 2002).
Національний склад (2002):
- удмурти — 99 %